# Gałąź Dawidowa

Flaga używana przez grupę w czasie oblężenia

Gałąź Dawidowa (ang. Branch Davidians) – sekta powstała w 1955 roku, składająca się z byłych członków społeczności dawidian.
Do powstania tego ugrupowania doszło po załamaniu się apokaliptycznego ruchu, kierowanego przez Amerykanina bułgarskiego pochodzenia, Victora Houteffa (1885–1955), który po wydaleniu go z Kościoła Adwentystów Dnia Siódmego za kontrowersyjne poglądy założył Generalne Stowarzyszenie Dawidiańskich Adwentystów Dnia Siódmego (ang. General Association of Davidianer Seventhday Adventist). Zapowiadał, że wkrótce jego Kościół przejmie kontrolę nad Palestyną, co stać się miało początkiem apokaliptycznego końca świata. Grupa ta rozpadła się w 1961 roku, jednak część wyznawców pozostała w teksańskiej siedzibie tego ruchu w Waco, na farmie Mount Carmel Center.
W roku 1984 przyłączył się do tej grupy 25-letni Vernon Wane Howell, znany jako David Koresh. Wykazywał zdolności krasomówcze, cechy przywódcze, bezwzględności i gotowości do używania przemocy. Przejął władzę i wymusił bezwzględny posłuch w społeczności. Uważał się za istotę nadprzyrodzoną oraz określał się mianem „proroka”, „mesjasza”, a nawet „Chrystusa”. Grupa nie liczyła więcej niż kilkaset osób. Gromadzili na farmie duże ilości broni palnej, przygotowując się w ten sposób na nadejście końca świata. Guru tej grupy głosił zbliżanie się końca dziejów. Zbawienia mogli oczekiwać tylko ci, którzy go bezwzględnie słuchali. Zakazał swoim zwolennikom wszelkich kontaktów cielesnych, tylko on był wyjątkiem pod tym względem. Dopuszczał się wykorzystywania seksualnego nawet 12-letnich dzieci. Dawidianie bez żadnego protestu znosili wszystkie zakazy i nakazy swojego przywódcy.
W 1993 roku władze amerykańskie wysłały na teren farmy kilkudziesięciu agentów ATF, celem aresztowania przywódcy sekty. Wywiązała się strzelanina, siły policyjne musiały się wycofać. Oblężenie Mont Carmel Center trwało 51 dni, zakończyło się 19 kwietnia 1993 wybuchem pożaru. Podpalenia dokonali członkowie sekty w celu popełnienia zbiorowego samobójstwa. Kompleks uległ całkowitemu spaleniu. Zginęło 75 osób, w tym 22 dzieci. Zginął na miejscu też wówczas David Koresh. W ciągu 51 dni oblężenia zginęło w sumie 86 osób, w tym 4 agentów.